# Rudgea amplexicaulis
Rudgea amplexicaulis är en måreväxtart som beskrevs av John Duncan Dwyer. Rudgea amplexicaulis ingår i släktet Rudgea och familjen måreväxter.
Artens utbredningsområde är Panamá. Inga underarter finns listade i Catalogue of Life.